# Nawal Mlanao

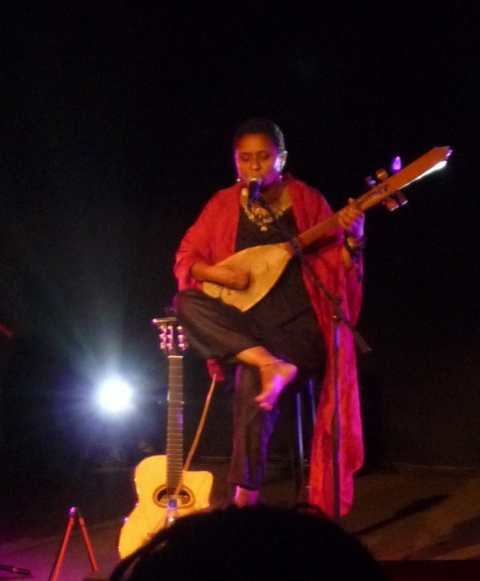
Nawal Mlanao

Nawal Mlanao, genannt Nawal (geb. 10. April 1965 in Moroni, Komoren) ist eine Singer-Songwriterin in den Komoren.
Sie singt in Komorisch, Arabisch, Französisch und Englisch und spielt Gitarre und Qanbus.

## Leben
Nawal Mlanao wurde am 10. April 1965 in Moroni, der Hauptstadt der Komoren geboren Sie stammt einerseits von einer aristokratischen feudalen Familie und andererseits von einer Familie, welche in den Komoren Symbol des Widerstands gegen die Kolonisation gewesen ist.
Ihre Kindheit verbrachte sie auf dem Archipel der Komoren, den „Inseln des Mondes“ («îles de la Lune»). Sie wurde geprägt von Rockmusik zusammen mit einem Nachbarn, welcher später selbst Sänger wurde, Maalesh. 1975 kam das Ende des Kolonialismus in den Komoren. Im Alter von 11 Jahren ging Nawal zu ihrer Mutter nach Frankreich, nach Valence (Drôme). 1985 musste sie auf die Komoren zurückkehren, aber dadurch entdeckte sie den kulturellen Reichtum ihrer Heimat. Sie begann als Künstlerin trotz der Vorbehalte ihrer Familie und trat als Singer-Songwriterin auf. Sie ist eine der ersten Komponistin/Sängerinnen und Multiinstrumentalistinnen, die in den Komoren öffentlich auftritt. Sie brachte 2001 ihr erstes Album Kweli heraus. 2008 erschien Aman und 2011 das dritte, Caresse de l’âme („Liebkosung der Seele“).
Sie liebt es, den kulturellen und musikalischen Reichtum ihres Heimatlandes, sowohl der arabischen als auch der afrikanischen Dimension, in den Stimmen, Rhythmen und Instrumenten hervorzuheben. Besonders gerne nutzt sie Instrumente wie die Gambusi (Qanbus, dieses Saiteninstrument aus dem Jemen gehört ihrer Meinung nach zum Kulturerbe des Komoren-Archipels), aber auch die Udu, oder die Mbira und andere.